# Perič
Perič  je priimek več znanih Slovencev:
- Franjo Perič (1894—1984), ekonomist, prof.
- Gregor Perič (*1984), politik, poslanec
- Lidija Perič (por. Flisar) (*1976), telovadka
- Ljudevit Perič (1884—1926), politik in nekdanji župan Ljubljane
- Uroš Perič /Uroš Perić (*1977), glasbenik, pianist in pevec (posnemovalec Raya Charlesa)